# Khảm xà cừ

Chế tác khảm xà cừ trước đây

Khảm xà cừ hay cẩn xà cừ là một nghề thủ công lâu đời của Việt Nam. Nghề này từ xưa đã khá phát triển, vì có nguồn nguyên liệu dồi dào bởi Việt Nam là một quốc gia có địa thế nằm trải dài theo bờ biển. Làng nghề Chuôn Ngọ ở phía nam thành phố Hà Nội là cái nôi của nghề khảm xà cừ Việt Nam. Trước đây, hầu hết các sản phẩm khảm trai được sử dụng trong triều đình và trong các nhà giàu, có địa vị.

## Lịch sử
Nghề khảm ở Việt Nam đã thấy nhắc trong sử sách từ thế kỷ thứ 3-5 từ thời kỳ Bắc thuộc Nhưng theo thần tích thì tổ nghề vùng hạ lưu sông Hồng là Ninh Hữu Hưng, một vị tướng của vua Đinh và vua Lê. Ông đã giúp triều đình dẹp loạn 12 sứ quân, xây dựng cố đô Hoa Lư. Ông cũng là người Họ Ninh đầu tiên trong lịch sử của Việt Nam,các thế hệ họ Ninh hiện nay sinh sống rất đông trong các làng Nghề Truyền thống:Đồ Gỗ Mỹ Nghệ La Xuyên.Ninh Xá xã Yên Ninh,huyện Ý Yên, tỉnh Nam Định thì thờ ông làm Sư Tổ của Làng Nghề.
Tổ nghề vùng Hà Nội sống dưới triều Lý, có tên là Trương Công Thành. Ông là một người thông thạo văn võ và đã từng tham gia trong đội quân của Lý Thường Kiệt. Sau khi rời quân ngũ, ông đã về quê và nghiên cứu, tìm hiểu nghề khảm xà cừ. Ông là ông tổ của nghề khảm xà cừ làng Chuôn Ngọ.
Sang triều Trần thì nghề khảm vỏ ốc đã khá điêu luyện nên được triều đình trưng thu làm cống phẩm gửi sang tặng nhà Nguyên năm 1289
Khi người Âu Châu sang đến Việt Nam thì trình độ hàng khảm địa phương được nhắc đến là một trong những nghệ thuật cao, rất tinh vi, khéo léo. Điển hình là năm 1868 khi người Pháp chiếm xong Nam Kỳ, Thống soái La Grandière đã xin triều đình Huế gửi hai người thợ khảm giỏi vào Sài Gòn để truyền nghề. Sang năm 1877 thì hàng khảm ốc Việt Nam được triều đình gửi sang Pháp dự Hội chợ Đấu xảo.

## Công đoạn chế tác
Chất liệu xà cừ thông thường được lấy từ trai, ốc nên khảm xà cừ còn được gọi là khảm trai hay khảm ốc.
Vỏ trai được ưa chuộng là loại vỏ trai của trai ngọc môi vàng (Pinctada maxima), nó thường có kích thước lớn, mặt trong có lớp xà cừ dày màu óng ánh. Làng nghề cổ truyền thì có những tên riêng cho những thứ ốc như "trai cửu khổng" (tức bào ngư), "diệp xù", "trai cánh", "trai Nông Cống". Tuy nhiên những danh từ này chưa được hiệp nhất với tên khoa học.
Người thợ khảm trai dùng những mảnh vỏ trai để khảm (gắn) lên các đồ vật. Các công đoạn cần phải thực hiện khá tỉ mỉ: vẽ mẫu tranh, mài, cưa, đục mảnh, khảm lên tranh rồi lại mài nhẵn và đánh bóng. Bước đầu tiên là chẻ vỏ thành mảnh rồi rọc theo thớ. Mảnh vỏ ốc cắt xong thì đem ngâm nước rồi hơ đèn nóng để uốn phẳng vì vỏ ốc vốn cong. Trong khi đó mặt vật dụng muốn khảm (thường là mặt gỗ) phải khoét lõm để nhận lấy mảnh vỏ ốc. Người thợ dùng sơn ta để gắn. Gắn xong thì đem mài. Trước mài bằng giấy ráp cát to, tiếp theo là cát mịn rồi lại đánh bằng vôi bột. Bước cuối cùng là đánh bằng lá ngái rồi xoa bột gạo lên.
Khảm xà cừ có ở đồ trang sức, khuy áo, đũa, đồ gỗ như bàn, ghế, giường, sập, tủ, bình phong, tranh treo tường...
Khảm xà cừ thường được kết hợp với đồ gỗ đánh bóng sơn mài mỹ nghệ, tuy nhiên nền các bức khảm xà cừ thường có màu tối của lớp sơn đen, chứ không có thêm nhiều màu như các sản phẩm thủ công mỹ nghệ khác, do bản thân chất liệu xà cừ có tạo nên nhiều màu sắc óng ánh cho chi tiết trang trí. Các họa tiết ở đồ khảm xà cừ có thể là về hoa lá, chim bướm, các danh lam thắng cảnh ở Việt Nam hay từ một tích cổ nào đó trong dân gian.
Hiện nay, công đoạn khắc thủ công có thể thay thế bằng máy khắc laser và các loại máy móc hỗ trợ khác, song việc cẩn các mảnh xà cừ và hoàn thiện sản phẩm vẫn không thể thiếu được đôi bàn tay của nghệ nhân.

## Hình ảnh

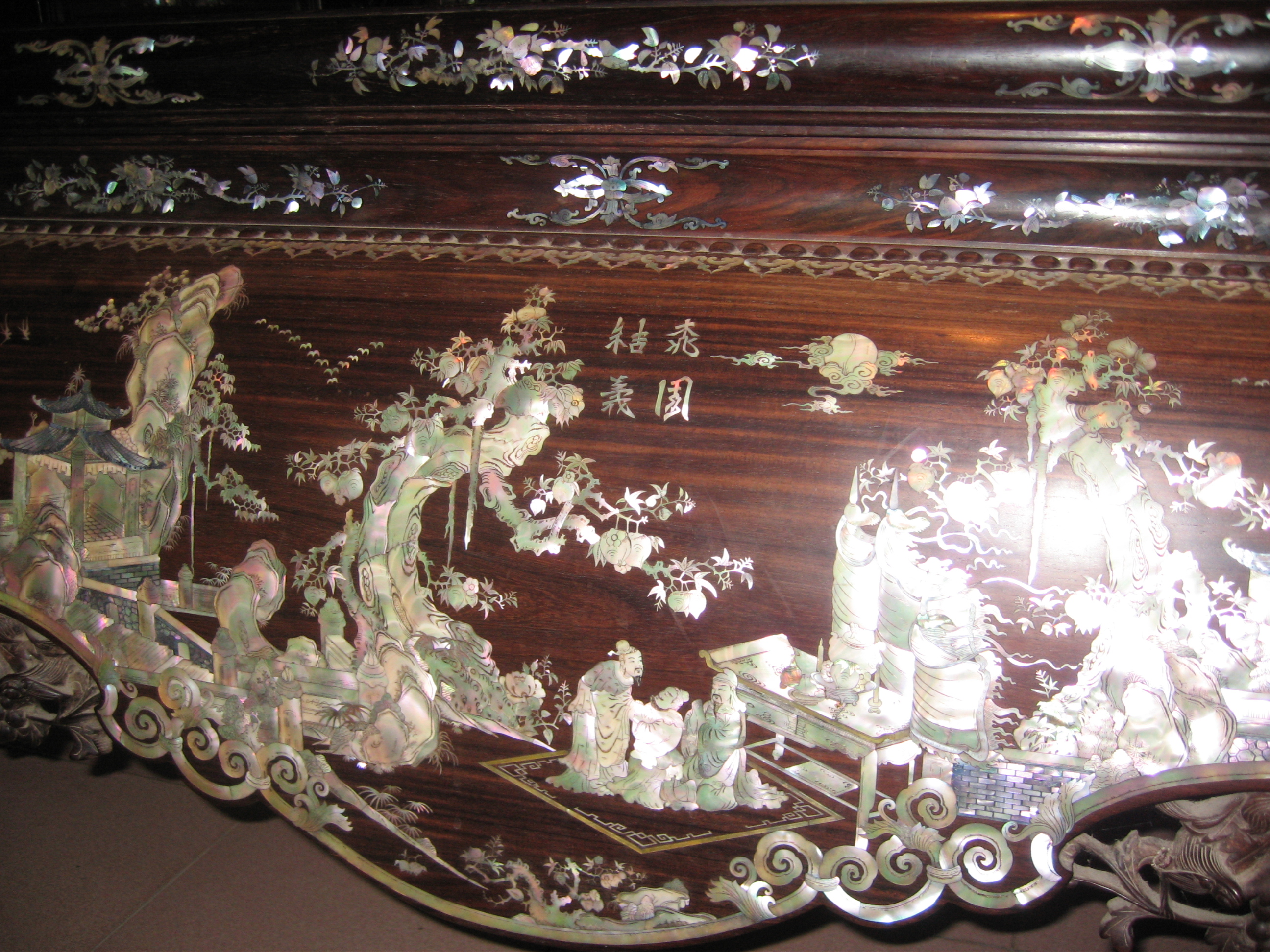
Họa tiết "Đào viên kết nghĩa" trên sập.
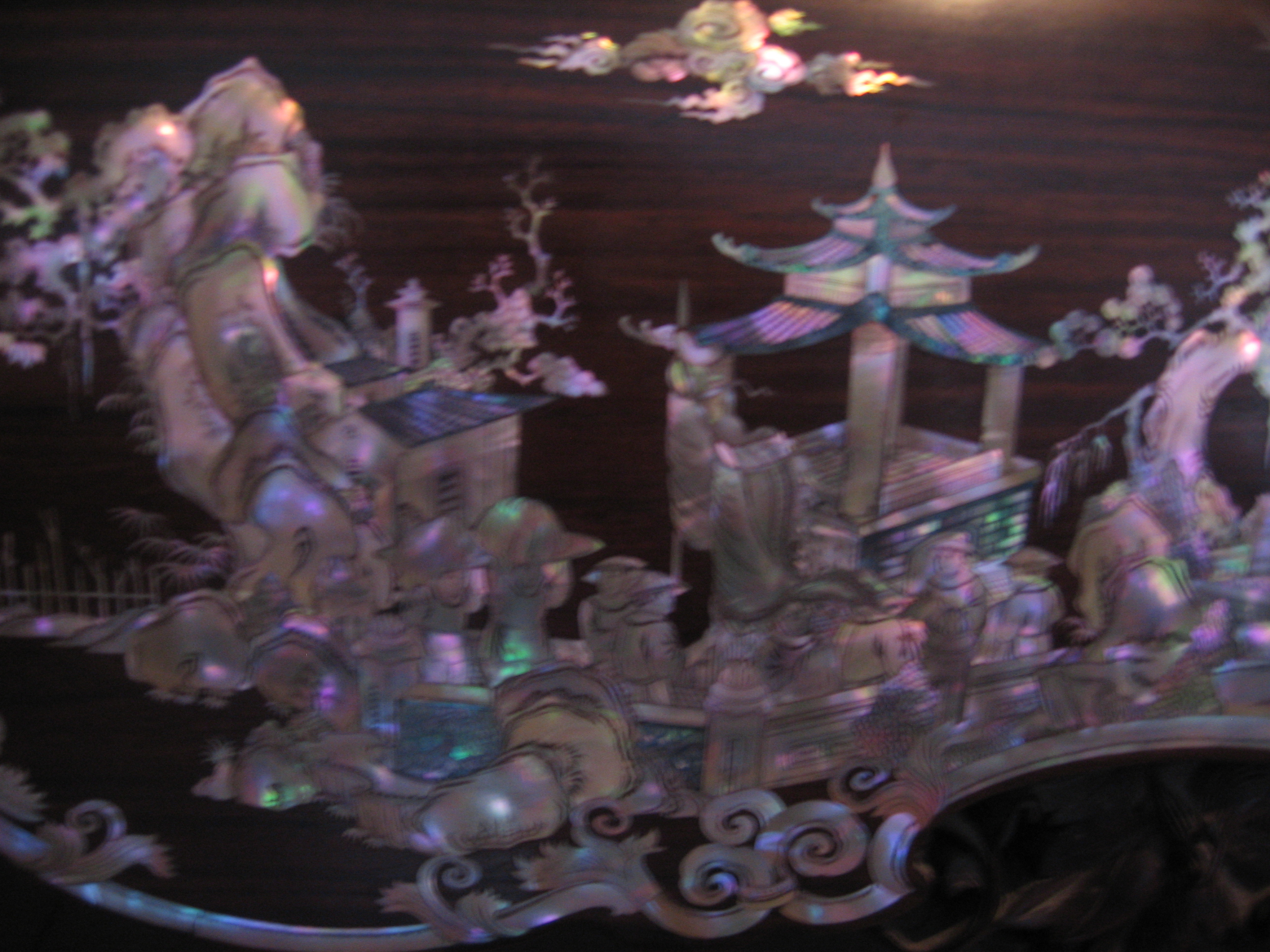
Họa tiết sập.
Một bức tranh gỗ khảm xà cừ tại làng nghề trạm khắc gỗ La Xuyên, xã Yên Ninh, huyện Ý Yên, Nam Định.
Tủ và đôi câu đối khảm xà cừ.
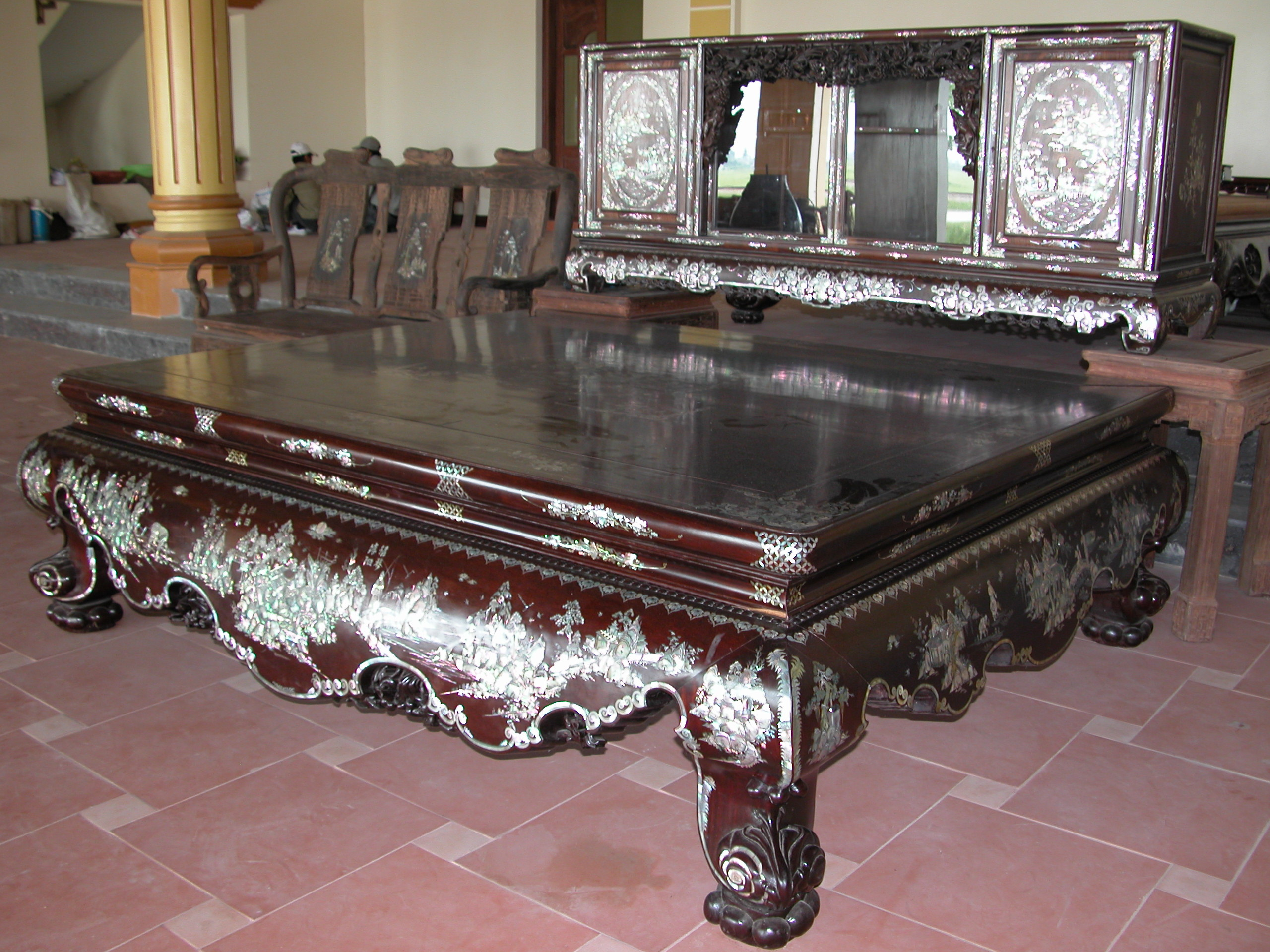
Một bộ sập và tủ chè khảm xà cừ.
Tủ chè khảm xà cừ.
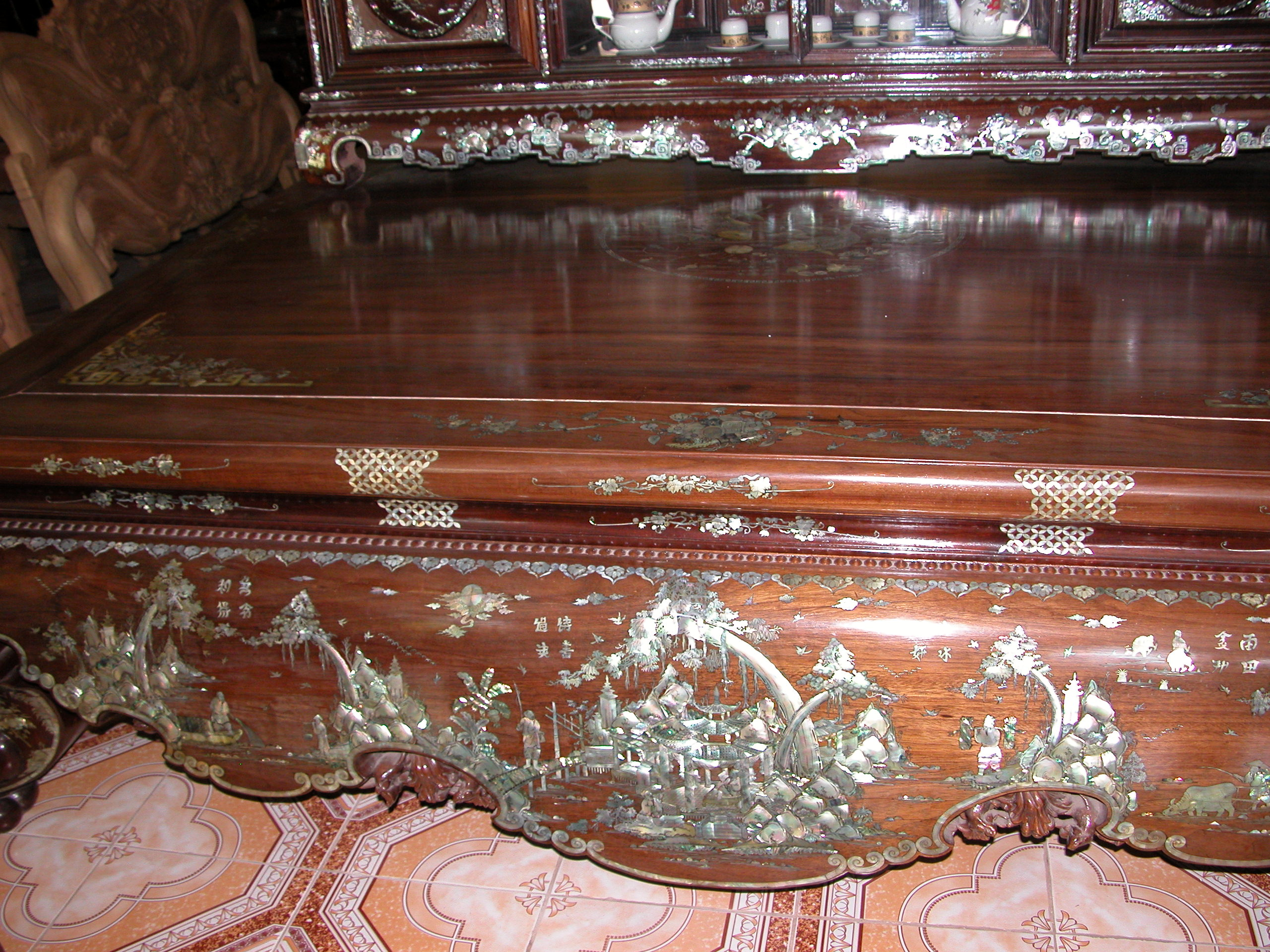
Sập gỗ khảm xà cừ.
Một bức tranh gỗ khảm xà cừ, tả cảnh.Một bức tranh gỗ khảm xà cừ, tả cảnh.
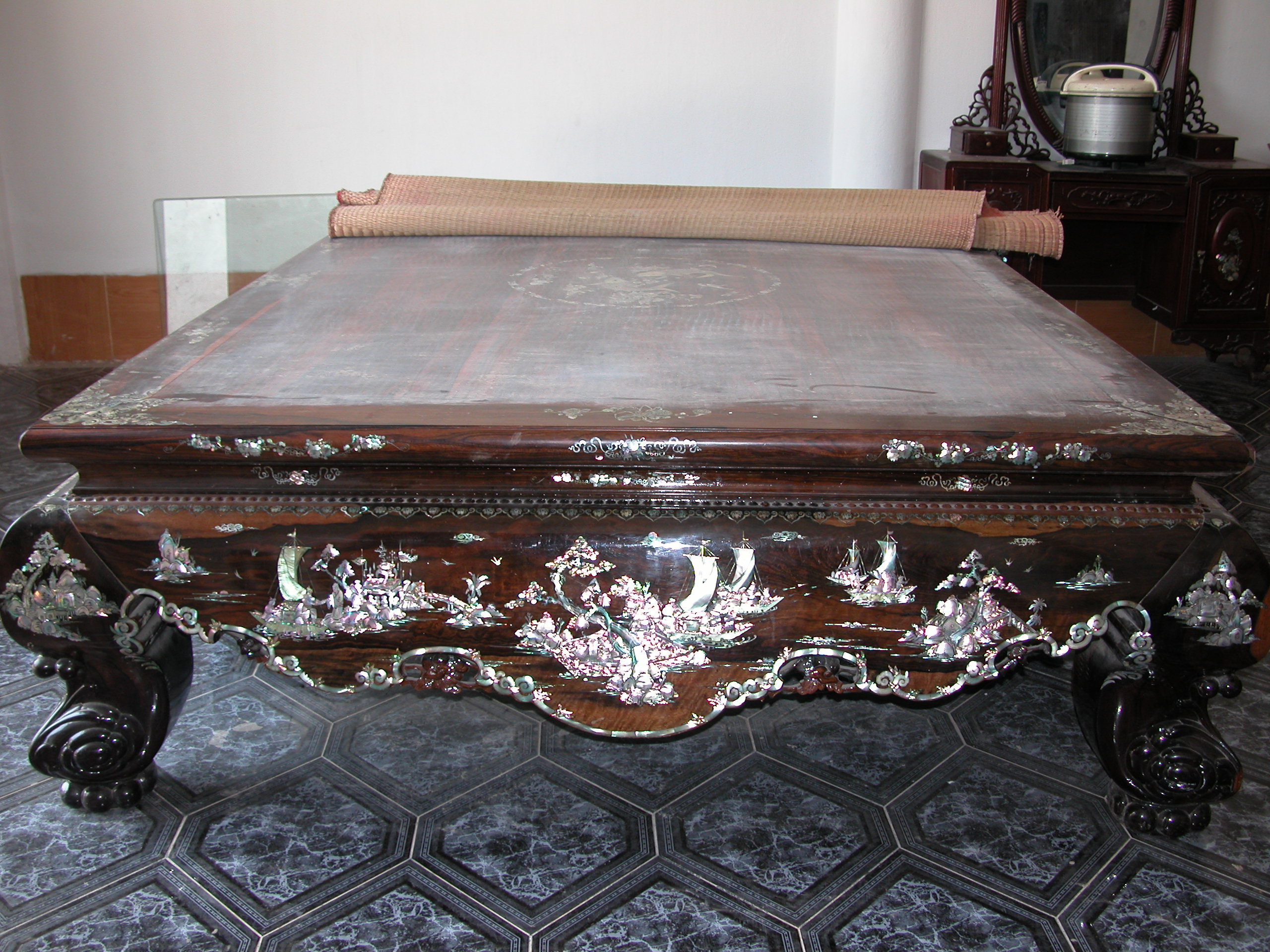
Sập khảm xà cừ bằng gỗ mun.
Họa tiết mặt của sập gỗ mun, bụi bặm vì để lâu.
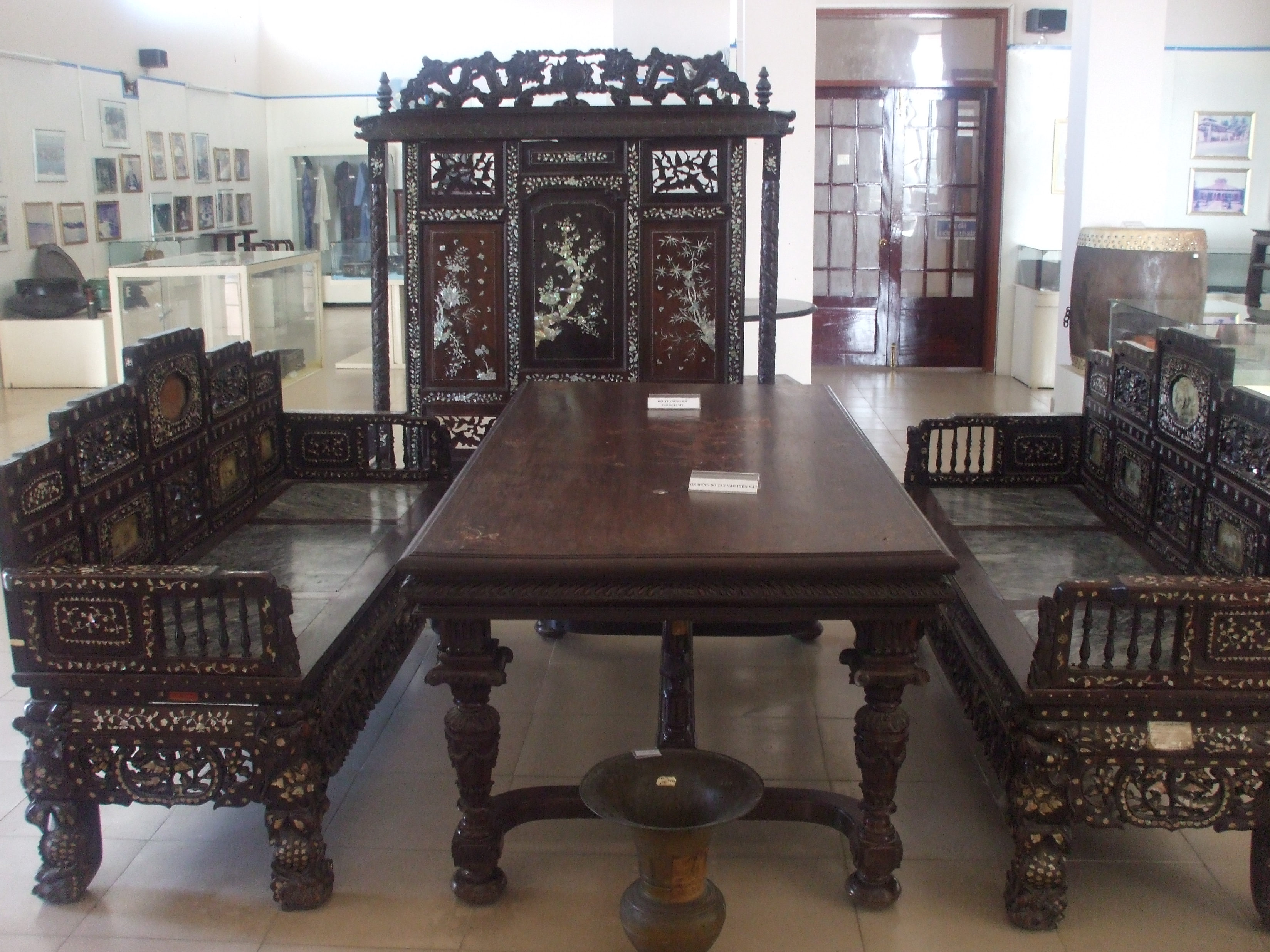
Một bộ bàn ghế khảm xà cừ trong Bảo tàng An Giang.

## Một số làng nghề
- Làng nghề Chuôn Ngọ, Chuyên Mỹ, Phú Xuyên,Hà Nội
- Làng nghề Ninh Xá, Ý Yên, Nam Định.
- Làng nghề Cao Xá, Ứng Hoà, Hà Nội
- Làng nghề Địa Linh,xã Hương Vinh, H. Hương Trà, TT-Huế